# Calliotropis calatha
Calliotropis calatha là một loài ốc biển, là động vật thân mềm chân bụng sống ở biển thuộc họ Calliotropidae.

## Miêu tả
Loài này có vỏ dài 10 mm

## Phân bố
Chúng phân bố ở Đại Tây Dương từ Georgia tới Florida, ở biển Biển Caribe, Vịnh Mexico và Tiểu Antilles